# Sieghartskirchen
Sieghartskirchen è un comune austriaco di 7 431 abitanti nel distretto di Tulln, in Bassa Austria; ha lo status di comune mercato (Marktgemeinde).